# Мерзленко Віктор Іванович
Віктор Іванович Мерзленко (1931, Дніпропетровськ — † 2007 Дніпропетровськ). Дніпропетровський бандурист, керівник капели бандуристів, заслужений працівник культури України (1996). Народився в робітничому с. Фрунзе (згодом – район Дніпропетровська).

## Освіта
З дитинства грав на балалайці та гітарі. З 1948 року навчався гри на бандурі у В. Сидоренка в хлопчачому ансамблі бандуристів ПК ім. Ілліча, був старостою колективу.
Закінчивши вечірню музичну школу, заочно здобув середню спеціальну освіту по класу бандури в Київському державному музичному училищі ім. Р. Глієра (викладач – А. Омельченко).

## Робота
Працював солістом Донецької, Черкаської та Дніпропетровської філармоній, солістом і другим диригентом оркестру Черкаського народного хору.

### Капела
Повернувшись до Дніпропетровська, продовжив справу В. Сидоренка і багато років плідно працював художнім керівником та диригентом самодіяльної народної капели бандуристів. За його керівництва (1961–2000) ансамбль зріс кількісно і якісно, капела стала лауреатом багатьох конкурсів та фестивалів, здобула звання народної (1971). Бандуристи успішно виступали в Москві, Києві, Бресті, Харкові, Запоріжжі, Каневі, Варшаві, Кракові, Катовицях, Любліні; їх запрошували до телестудії Останкіно (1979), щороку вони звітували на Дніпропетровському обласному радіо та телебаченні. Колектив мав до 80-ти учасників, переважно працівників металургійного заводу. У репертуарі капели – українські, російські, польські, латиські народні пісні, твори С. Гулака-Артемовського, Д. Шостаковича, П. Чайковського, Ф. Шуберта, К. Сен-Санса, В. Пашкевича тощо. Віктор Мерзленко часто виступав з бандурою в Меморіальному будинку-музеї Д. Яворницького, педагогічному коледжі, у цехах і гуртожитках металургійного заводу, у школах і профтехучилищах, залучив до участі в капелі чимало молоді. У репертуарі: М. Лисенко «Сонце низенько», «Ой, я нещасний» («Наталка Полтавка»), українську народну пісню «Бандуристе, орле сизий», «Дивлюся, аж світає» (слова Тараса Шевченка), «Діброва зелена» (обробка Куща), «Гомін, гомін», «Якби мені не тиночки» тощо. 2001 року музичний гурток закрили через те, що приміщення для занять здали в оренду, Віктора Мерзленка звільнили з ПК, він перейшов працювати до музею заводу ім. Петровського. Учасник кобзарського свята у с. Сокиринцях (Чернігівської обл.). Член НСКУ (2001).

## Пам'ять
У 2015 році вулицю Хуліана Грімау в Новокодацькому районі Дніпропетровська перейменовано на вулицю Віктора Мерзленка.